# Violență

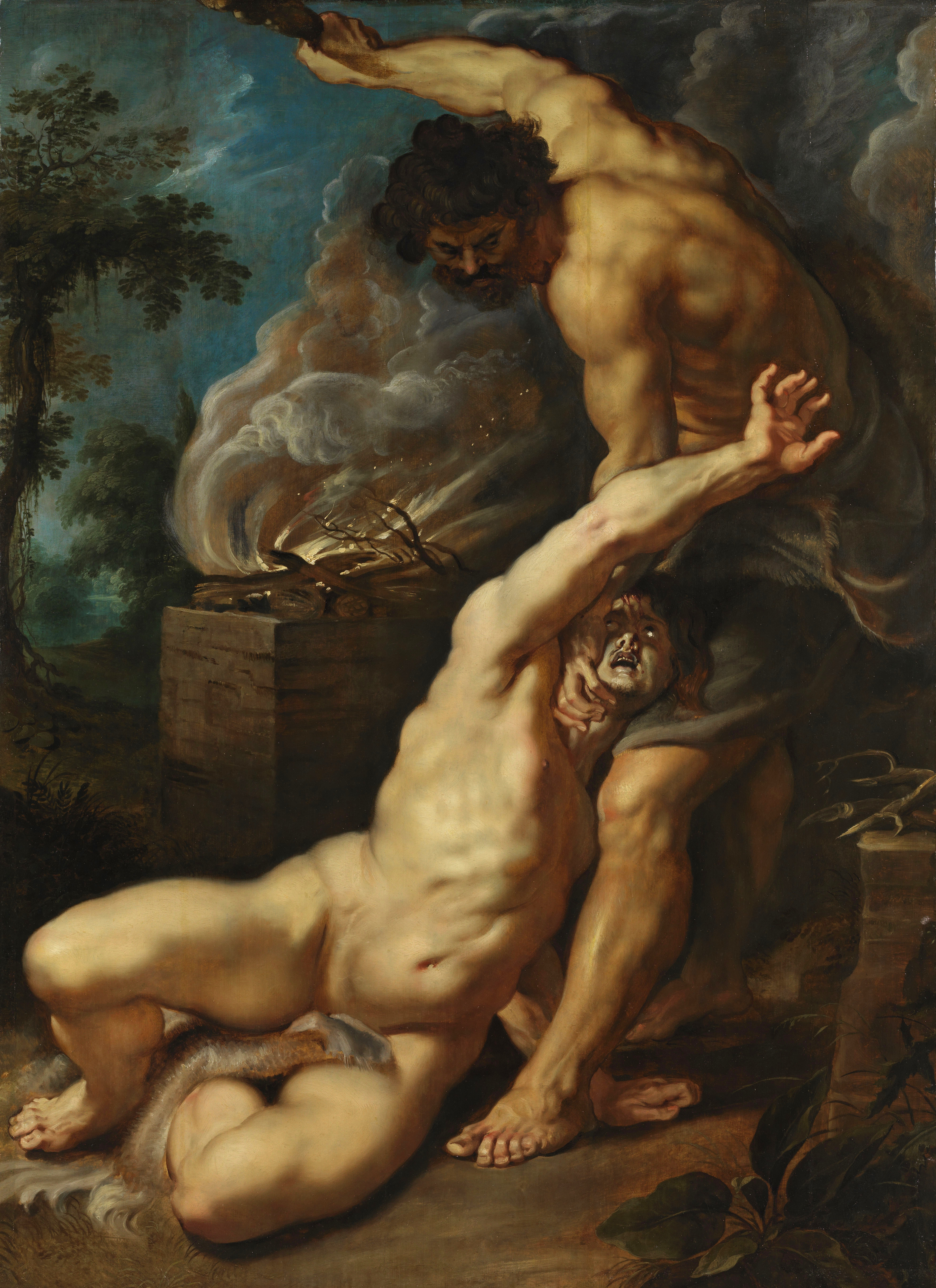
„Cain ucigându-l pe Abel”, operă realizată de Peter Paul Rubens, în jurul anului 1600.

Violența reprezintă utilizarea deliberată a forței fizice de către oameni, cu scopul de a provoca prejudicii altor ființe vii sau bunurilor materiale, manifestate prin durere, rănire, invaliditate, deces, deteriorare (pagubă) ori distrugere. Potrivit Organizației Mondiale a Sănătății (OMS), violența reprezintă „utilizarea intenționată a forței fizice sau a puterii – sub formă de amenințare sau de acțiune efectivă – împotriva propriei persoane, a altei persoane sau împotriva unui grup ori comunități, care are ca rezultat sau o mare probabilitate de a avea ca rezultat vătămare fizică, deces, suferință psihologică, afectarea dezvoltării sau privare”.
Această definiție extinsă subliniază că violența nu se limitează la agresiunile fizice evidente, ci include și forme mai subtile ori sistemice de exercitare a puterii, cu potențial de a provoca traume psihologice, marginalizare socială sau inegalitate economică. Elementul esențial este intenționalitatea – distincția fundamentală dintre un act de violență și un eveniment accidental fiind dată tocmai de voința sau acceptarea conștientă a riscului de a provoca prejudicii. Astfel, chiar și în absența unor vătămări corporale imediate, violența poate avea consecințe grave și de durată asupra sănătății fizice, mentale și sociale.
Din perspectiva OMS, violența este o problemă majoră de sănătate publică, cu implicații profunde asupra dezvoltării individuale și colective. În funcție de relația dintre autorul actului violent și victimă, violența poate fi clasificată ca autoîndreptată (precum suicidul sau autovătămarea), interpersonală (precum violența domestică, abuzul asupra copiilor, agresiunile fizice sau sexuale) ori colectivă (precum conflictele armate, terorismul sau represiunile sistematice exercitate de instituții sau state).
Violența poate lua forme diverse – fizice, sexuale, psihologice sau economice – și se poate manifesta atât la nivel individual, cât și la nivel structural sau instituțional. Recunoașterea acestor multiple dimensiuni ale violenței este esențială pentru elaborarea unor politici eficiente de prevenție și intervenție, care să protejeze drepturile fundamentale ale individului și să promoveze o societate echitabilă, sigură și sănătoasă pentru toți.

## Tipuri de violență
1. Violența fizică – utilizarea forței în scopul provocării suferinței fizice;
2. Violența psihică – utilizarea unui limbaj care influențează negativ dezvoltarea personalității unei persoane;
3. Violența verbală - utilizarea unui limbaj vulgar pentru a jigni și provoca o persoană.
4. Violența instituțională - apare când o instituție neagă drepturile fundamentale ale unora dintre membrii ei.

## Articole similare
- Violență în familie
- Abuz | Abuz sexual
- Abuz asupra copilului | Abuz asupra copilului | Abuzul sexual asupra copiilor de către preoții catolici